# Herbert Kopietz
Herbert Kopietz (* 17. September 1916 in Dittersbach; † 9. März 1997 in Berlin) war ein deutscher Journalist und Chefredakteur mehrerer Zeitungen.

## Leben
Herbert Kopietz wurde als Sohn eines Monteurs geboren und besuchte nach der Volks- und Berufsschule das Realgymnasium. Danach machte er eine Ausbildung zum Buchdrucker. 1937 wurde er zum Reichsarbeitsdienst eingezogen und diente bis Ende des Zweiten Weltkrieges bei der Wehrmacht, bis er 1945 in britische Kriegsgefangenschaft kam.
Von 1945 bis 1946 war er Angestellter bei der Bezirksverwaltung Halle (Saale). 1945 trat er der SPD bei und folgte dem Zusammenschluss zur SED im Jahr 1946. Seit dem Jahr 1946 arbeitete er als Redakteur bei den Zeitungen Volksblatt und Freiheit in Halle/Saale und Weißenfels. 1952 wurde er stellvertretender Leiter der Abteilung Studien im Amt für Information und war dann von 1953 bis 1956 Abteilungsleiter im Presseamt des Ministerrates bzw. Instrukteur im ZK der SED und zeitweise Redaktionssekretär des SED-Pressedienstes. Seit dem Jahr 1955 war er Mitglied des Redaktionskollegiums und dann stellvertretender Chefredakteur des Neuen Deutschlands, von 1958 bis 1969 Chefredakteur des SED-Bezirksorgans Volksstimme in Magdeburg als Nachfolger von Karl Jakobi. Sein Nachfolger bei der Volksstimme wurde Heinz Wiese. Während seiner Zeit bei der Volksstimme in Magdeburg war er auch Mitglied der SED-Bezirksleitung Magdeburg. Danach arbeitete er bis 1972 als Chefredakteur des Organs des Staatsrats und Ministerrats – der Wochenzeitung „Sozialistische Demokratie“, von 1973 bis 1978 als stellvertretender Chefredakteur und bis 1982 als Mitglied des Redaktionskollegiums der Berliner Zeitung. Noch bis 1986 erschienen vereinzelt redaktionelle Beiträge von Kopietz in der Berliner Zeitung.
Seine Beiträge wie Erfahrungen und Probleme und Besser informiert – bewußter handeln in der Neuen Deutschen Presse gaben 1970 den Anstoß, dass Zeitungsleser und die Bevölkerung in spätere kommunalpolitische Entscheidungen mit einbezogen wurden. Sie sorgten auch für eine Zusammenarbeit der Presse mit den staatlichen Organen.

## Veröffentlichungen
- Erfahrungen und Probleme. in: Neue Deutsche Presse, Nr. 12, 1967, S. 1–3
- Besser informiert – bewußter handeln. in: Neue Deutsche Presse, Nr. 18, 1970, S. 5.
- Probleme des Lokaljournalismus und der kommunalpolitischen Öffentlichkeitsarbeit. In: Neue Deutsche Presse, Nr. 1, 1971, S. 28–30
- Probleme der Staatsmacht und der sozialistischen Demokratie in unserer journalistischen Arbeit. In: Theorie und Praxis, Nr. 9, 1971, S. 6 (Beilage der Neuen Deutschen Presse)
- Die Macht ist uns gegeben. in: Neue Deutsche Presse, Nr. 10, 1971, S. 2f